# 卢埃姆
卢埃姆（法語：Louesme，法語發音：[lwɛm]）是法国科多尔省的一个市镇，位于该省北部，属于蒙巴尔区。

## 地理
卢埃姆（47°53'49"N, 4°45'32"E）面积18.92 平方千米，位于法国勃艮第-弗朗什-孔泰大區科多尔省，该省份为法国中东部省份，北起奥布省，西接涅夫勒省和约讷省，南至索恩-卢瓦尔省，东南接汝拉省，东临上索恩省，东北部与上马恩省接壤。
与卢埃姆接壤的市镇（或旧市镇、城区）包括：奥布河畔沃索勒、旺韦、武莱讷莱唐普利耶、拉绍姆、库尔邦、迈塞勒迪克。

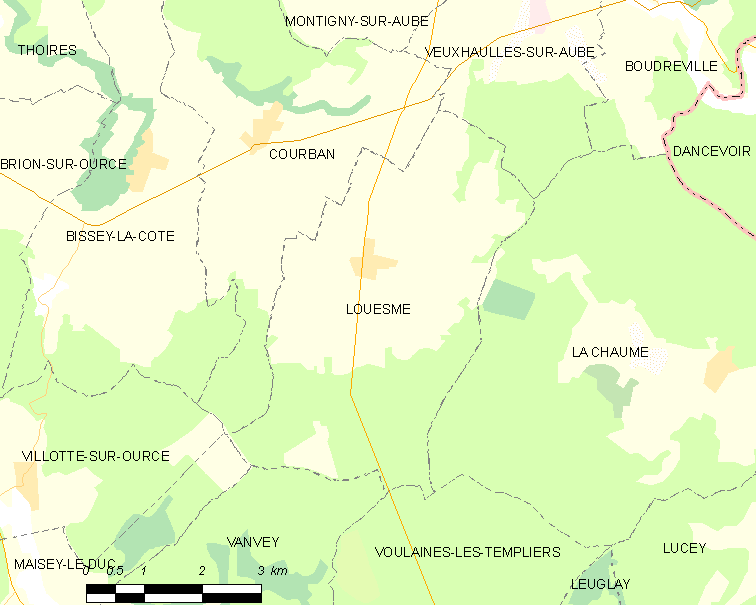
卢埃姆的OSM定位图

卢埃姆的时区为UTC+01:00、UTC+02:00（夏令时）。

## 行政
卢埃姆的邮政编码为21520，INSEE市镇编码为21357。

## 政治
卢埃姆所属的省级选区为塞纳河畔沙蒂永县。

## 人口

1962-2008年间卢埃姆人口变化图示

卢埃姆于2022年1月1日时的人口数量为113人。